# 竹野駅
竹野駅（たけのえき）は、兵庫県豊岡市竹野町草飼字釜藤にある、西日本旅客鉄道（JR西日本）山陰本線の駅である。

## 概要
開業当時からの木造瓦葺きの駅舎が残り、特急「はまかぜ」の停車駅である。駅周辺の竹野浜や弁天浜には民宿が多数あり、夏は海水浴・冬はかにツアーの観光駅として賑わっている。

### 年表
- 1911年（明治44年）10月25日：鉄道院播但線城崎駅（現・城崎温泉駅） - 香住駅間延伸時に開設[1]。客貨取扱開始[2]。
- 1912年（明治45年）3月1日：線路名称改定。播但線福知山駅 - 和田山駅 - 香住駅間が山陰本線に編入、当駅もその所属となる。
- 1968年（昭和43年）
  - 跨線橋新設[1]。
  - 10月6日：昭和天皇、香淳皇后が第23回国民体育大会に合わせて県内を行幸啓。竹野駅発、竹田駅行きのお召し列車が運転[3]。
- 1970年（昭和45年）10月1日：貨物取扱廃止[2]。
- 1983年（昭和58年）4月1日：業務委託駅化[4]。
- 1987年（昭和62年）4月1日：国鉄分割民営化に伴い、西日本旅客鉄道（JR西日本）の駅となる[2]。
- 2022年（令和4年）10月1日：組織改正に伴い、近畿統括本部福知山管理部管轄となる。

## 駅構造

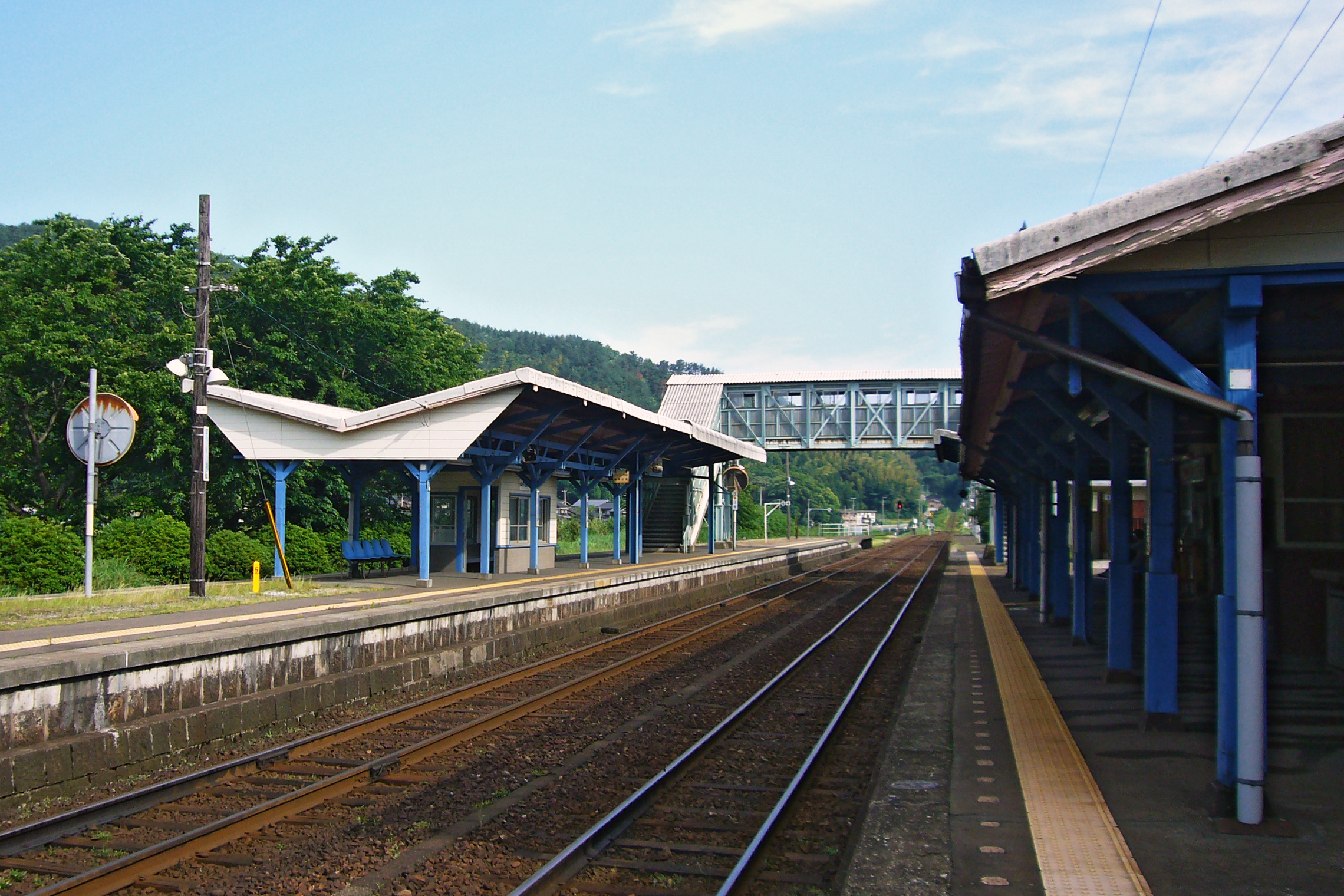
ホーム

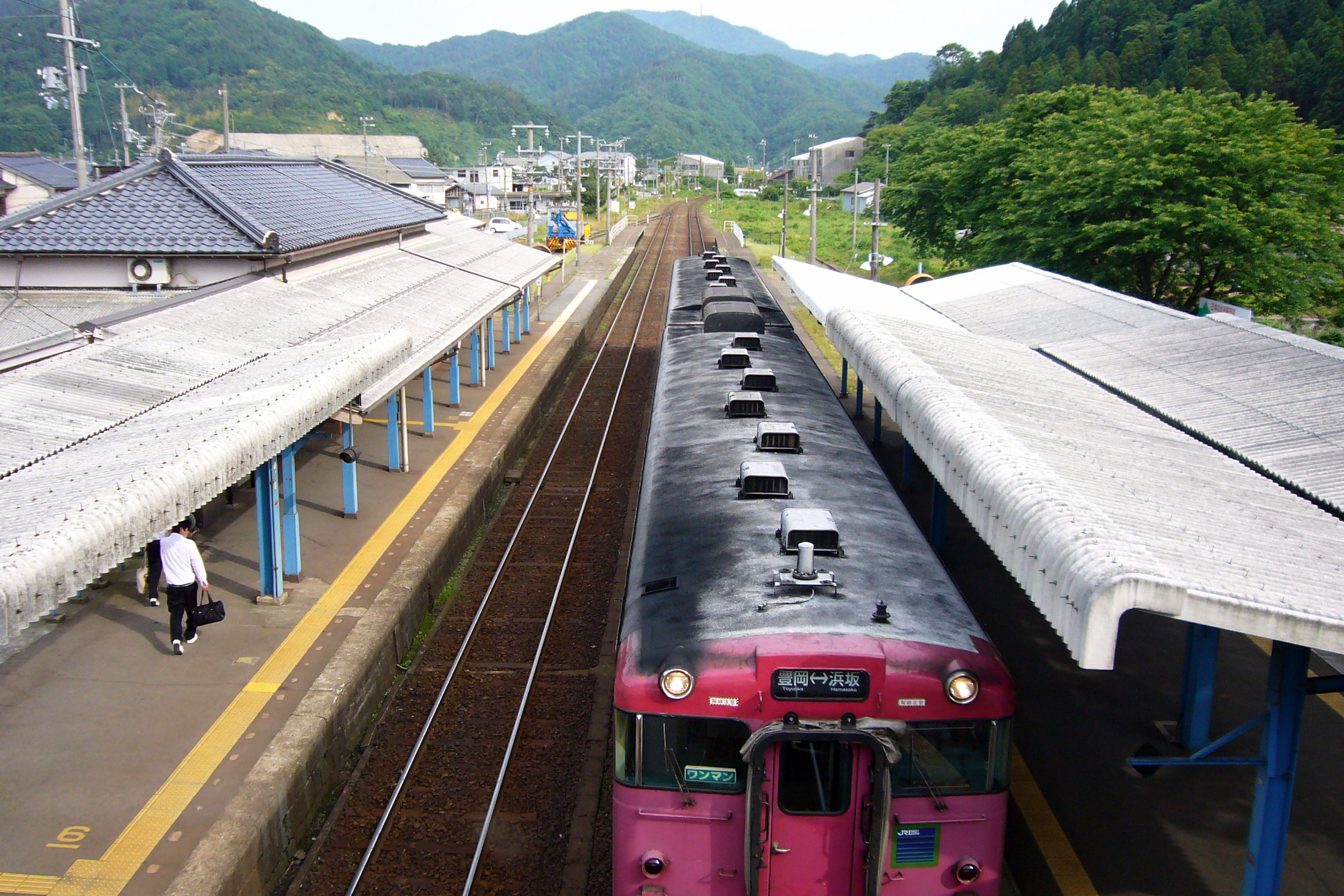
跨線橋から

単式・島式ホーム複合型2面3線のを有する地上駅であったが、3番線分岐器部分棒線化で、2面2線となった（2012年5月現在、3番線ホームの線路は残存しているが、フェンスが設置されている）。駅舎は1番線ホーム側にあり、反対側の2番線ホームへは跨線橋で連絡している。この跨線橋は浜坂駅地下道設置に伴い余剰となったものが、1968年（昭和43年）に移設されたものである。木造駅舎を有する。
「はまかぜ」へのキハ189系導入に伴いホーム嵩上げが行われた。改札内に男女別の水洗式便所がある。
豊岡駅管理の簡易委託駅・窓口が設置されているが、朝晩は無人駅となる。

### のりば
| のりば | 路線     | 方向 | 行先               |
| ------ | -------- | ---- | ------------------ |
| 1      | 山陰本線 | 上り | 城崎温泉・豊岡方面 |
| 2      | 山陰本線 | 下り | 浜坂・鳥取方面     |

## 利用状況
2023年度の1日平均乗降人員は340人である。
近年の1日平均乗車人員の推移は以下の通り。
| 乗車人員推移 | 乗車人員推移 |
| 年度         | 1日平均人数  |
| ------------ | ------------ |
| 2000         | 414          |
| 2001         | 393          |
| 2002         | 342          |
| 2003         | 352          |
| 2004         | 356          |
| 2005         | 339          |
| 2006         | 319          |
| 2007         | 306          |
| 2008         | 277          |
| 2009         | 268          |
| 2010         | 278          |
| 2011         | 280          |
| 2012         | 274          |
| 2013         | 288          |
| 2014         | 268          |
| 2015         | 276          |
| 2016         | 263          |
| 2017         | 226          |
| 2020         | 159          |

## 駅周辺
駅前に竹野海岸方面へのバス停がある。駅前の土産物屋は無くなり喫茶店が数軒と酒屋があるのみとなっている。
- 海水浴場：竹野浜、弁天浜、青井浜、切浜[1]
- 温泉：竹野温泉（北前館）
- 岬：猫崎 兵庫県最北端。
- 車で数分の所に、シュノーケルセンターやキャンプ場を併設した『休暇村竹野海岸』がある。
- 奥城崎シーサイドホテル
- 北前館
- ダイビングリゾート T-style
- 豊岡市役所竹野振興局（旧竹野町役場）※振興局内に図書館有り
- 豊岡市立竹野小学校/中学校
- 竹野郵便局
- 竹野川

### バス路線
全但バス
- 竹野浜
- 森本・豊岡（梶原）

豊岡市営バス（イナカー）
- 奧須井・相谷
- 竹野・田久日

補足
- 2012年4月 - 11月の土・日・祝日は、「竹野海岸周遊バス」の運行もあった（※全但バスが運行した路線であり、乗車する場合は予約が必要だった）。

## 隣の駅
※特急「はまかぜ」の隣の停車駅は列車記事を参照のこと。
西日本旅客鉄道（JR西日本）
 山陰本線
城崎温泉駅 - 竹野駅 - 佐津駅
2012年までは当駅 - 佐津駅間に相谷信号場があった。また、1985年 - 1996年までの夏季には当駅 - 相谷信号場間に、海水浴客の便を図って臨時駅のきりはまビーチ駅が設置されていた。